# Gonomyia (Gonomyia) expansa
Gonomyia (Gonomyia) expansa is een tweevleugelige uit de familie steltmuggen (Limoniidae). De soort komt voor in het Neotropisch gebied.